# 29585 Johnhale
A 29585 Johnhale (ideiglenes jelöléssel (29585) 1998 FD64) a Naprendszer kisbolygóövében található aszteroida. A LINEAR projekt keretében fedezték fel 1998. március 20-án.